# Maćki
Maćki (deutsch Schönbrunn) ist ein Dorf in der polnischen Woiwodschaft Ermland-Masuren, das zur Stadt- und Landgemeinde Węgorzewo (Angerburg) im Powiat Węgorzewski (Kreis Angerburg) gehört.

## Geographische Lage
Maćki liegt im Nordosten der Woiwodschaft Ermland-Masuren und ist in nordwestlicher Richtung zwei Kilometer vom Stadtzentrum Węgorzewo (Angerburg) entfernt.

## Geschichte
Das bis zum 22. Dezember 1865 Abbau Schweiger genannte kleine Gutsdorf war bis 1945 ein Wohnplatz innerhalb der Stadtgemeinde bzw. Stadt Angerburg. Es lag im Kreis Angerburg im Regierungsbezirk Gumbinnen der preußischen Provinz Ostpreußen.
Im Jahr 1945 wurde der Ort in Kriegsfolge mit dem gesamten südlichen Ostpreußen nach Polen überstellt und trägt seither den Namen „Maćki“. Heute ist der Ort Sitz eines Schulzenamtes (polnisch sołectwo) und eine Ortschaft im Verbund der Stadt- und Landgemeinde Węgorzewo im Powiat Węgorzewski, vor 1998 der Woiwodschaft Suwałki, seither der Woiwodschaft Ermland-Masuren zugehörig.

## Religionen
Die mehrheitlich evangelische Bevölkerung gehörte vor 1945 zur Pfarrkirche Angerburg in der Kirchenprovinz Ostpreußen der Kirche der Altpreußischen Union, während die wenigen katholischen Kirchenglieder der Angerburger Kirche Zum Guten Hirten zugeordnet waren.
Heute sind die Einwohner von Maćki fast ausnahmslos katholisch und Teil der Pfarrei St. Peter und Paul in Węgorzewo im Bistum Ełk (Lyck) der Römisch-katholischen Kirche in Polen. Die evangelischen Einwohner sind in die Kirchengemeinde Węgorzewo eingepfarrt, einer Filialgemeinde der Pfarrei Giżycko (Lötzen) in der Diözese Masuren der Evangelisch-Augsburgischen Kirche in Polen.

## Verkehr
Maćki liegt günstig an der polnischen Landesstraße DK 63 (Teilabschnitt der einstigen deutschen Reichsstraße 131), die im Nordosten Polens die polnisch-russische Staatsgrenze mit der polnisch-belarussischen Grenze verbindet. Eine Nebenstraße von Pawłowo (Paulswalde) über Jakunowo (Jakunowen, 1929 bis 1945 Angertal) und Stulichy (Stullichen) endet außerdem in Maćki.